# Acer N

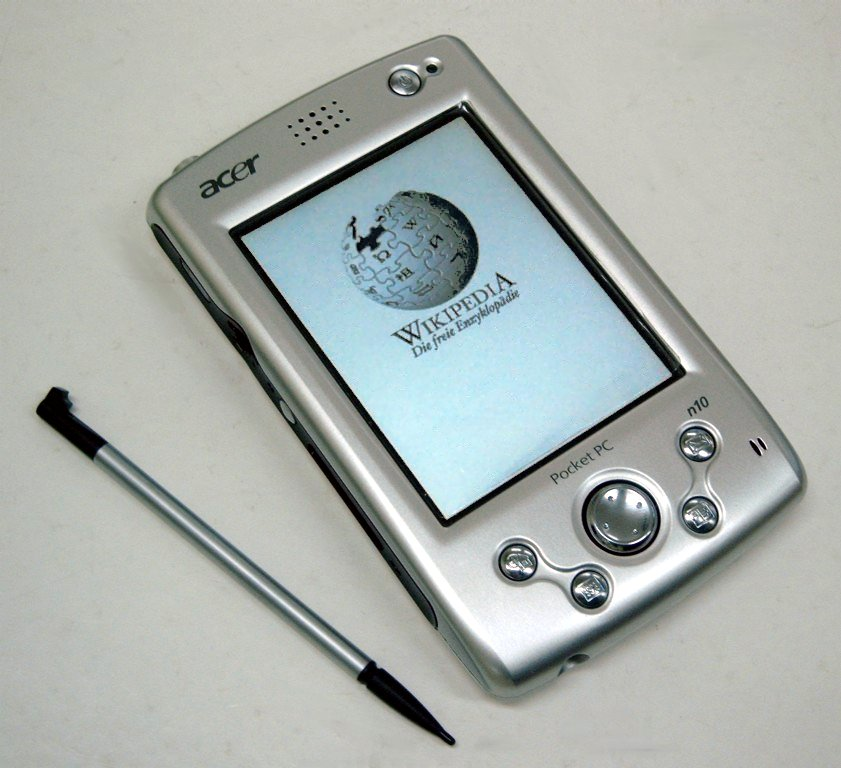
Acer N10.

Acer N é uma série de PDAs lançados pela Acer entre os anos de 2003 a 2005 inicialmente com o sistema operacional Pocket PC e posteriormente com o Windows Mobile, inicialmente com resolução de 240x320 pixels e posteriormente com resolução 480x640 pixels.
O primeiro modelo foi o Acer N10, conta com processador XScale PXA255 de 300MHz e sistema operacional Pocket PC, no mesmo ano foi lançado o Acer N20 com configurações levemente melhores em relação ao N10.
Em 2004 foram lançados o N30 e o N35 com processador Samsung S3C2410 de 266MHz, sendo os primeiros a virem com Windows Mobile e Bluetooth, o N35 também vem com GPS integrado.
Em 2005 foi lançado o N50 com conexão USB e no mesmo ano os modelos N300, N310 e N311, os dois últimos com processador Arm-900 S3C2440 de 400 MHz e resolução de 480x640 pixels, o último modelo possui conexão Wi-Fi.